# Robert Friedrich Freytag
Robert Friedrich Freytag (russ.: Роберт Карлович Фрейтаг, Robert Karlowitsch Frejtag) (* 1802 Gouvernement Livland; † 27. September 1851) war ein Generalleutnant deutschbaltischer Abstammung im Dienst des Russischen Kaiserreiches.

## Leben
Sein Vater († 1804) stammte aus Sachsen und war ein Quartiermeister im Kreis Wolmar. Die Mutter übersiedelte mit ihren Kindern nach Staraja Russa.
1826 trat er in die zaristische Armee ein. 1830 und 1831 nahm er im Rang eines Hauptmanns im Generalstab am Polnischen Feldzugs teil. 1839 nahm er an einer Expedition im südlichen Dagestan teil. Im Juni 1840 kämpfte er bei der Division des Generalleutnant Galafejew und nahm an den Operationen am linken Ufer des Flusses Sunscha und an der Schlacht am Fluss Valerik teil. 1841 fungierte er als Adjutant des Generals Grabbe und wurde bei einem Gefecht verwundet. Am 22. Dezember 1842 wurde er zum Generalmajor befördert. 1843 bekämpften seine Verbände im kaukasischen Hochland bei Kazanichsche die Aufständischen unter Schamyl. Am 31. Juli 1845 wurde er zum Generalleutnant befördert. Im Jahr 1848 wurde Freytag zum Generalquartiermeister der russischen Armee ernannt und nahm 1849 unter Feldmarschall Paskewitsch an den Schlachten von Waitzen und Debrecen teil.

## Auszeichnungen
- 1831 Orden der Heiligen Anna 3. Klasse
- 1832 Orden der Heiligen Anna 2. Klasse
- 1842 Orden des Heiligen Georg 4. Klasse
- 1846 Orden der Heiligen Anna 3. Klasse
- 1849 (lt. BBLD 1843) Orden des Heiligen Georg 3. Klasse